# Georges Leroux (gymnastique)
Cet article concerne un gymnaste français. Pour le professeur de philosophie québécois, voir Georges Leroux.
Pour les articles homonymes, voir Leroux.
Georges Leroux, né en 1907 à Pirmasens, est un gymnaste artistique français.
Il est sacré champion de France du concours général de gymnastique artistique en 1932, 1933 et 1934.
Il participe aux épreuves de gymnastique aux Jeux olympiques d'été de 1928 à Amsterdam avec l'équipe de France, terminant 17e au concours général, 4e par équipe, 6e en saut de cheval et 6e au cheval d'arçons. 
Il est médaillé d'argent par équipe aux Championnats du monde de gymnastique artistique 1930, terminant quatrième en individuel l'année suivante.